# 首批宗徒的圣召
《首批宗徒的圣召》是意大利文艺复兴画家 多米尼哥·基兰达奥的一幅湿壁画，绘制于 1481–1482 年，位于梵蒂冈的西斯汀小堂。画中描绘耶稣基督呼召伯多禄和安德肋成为他的门徒。
1481 年，佛罗伦萨统治者  洛伦佐·德·美第奇 与 教宗思道四世和解，派遣一群佛罗伦萨画家前往罗马应召，装饰西斯汀小堂，当时彼得罗·佩鲁吉诺 已经在那里。